# Taeniacanthus aluteri
Taeniacanthus aluteri is een eenoogkreeftjessoort uit de familie van de Taeniacanthidae. De wetenschappelijke naam van de soort is voor het eerst geldig gepubliceerd in 1977 door Avdeev.